# Kolonialismus

Kolonizace světa 1492–2008

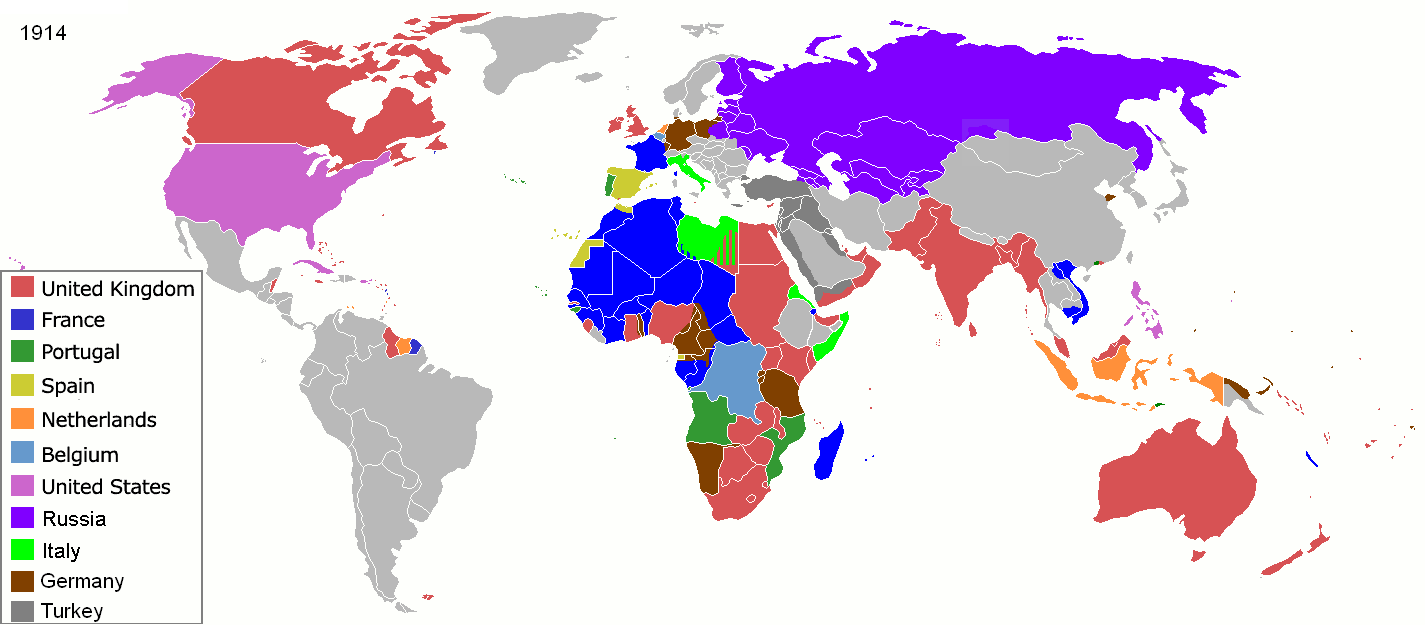
Světové říše a jejich kolonie v roce 1914

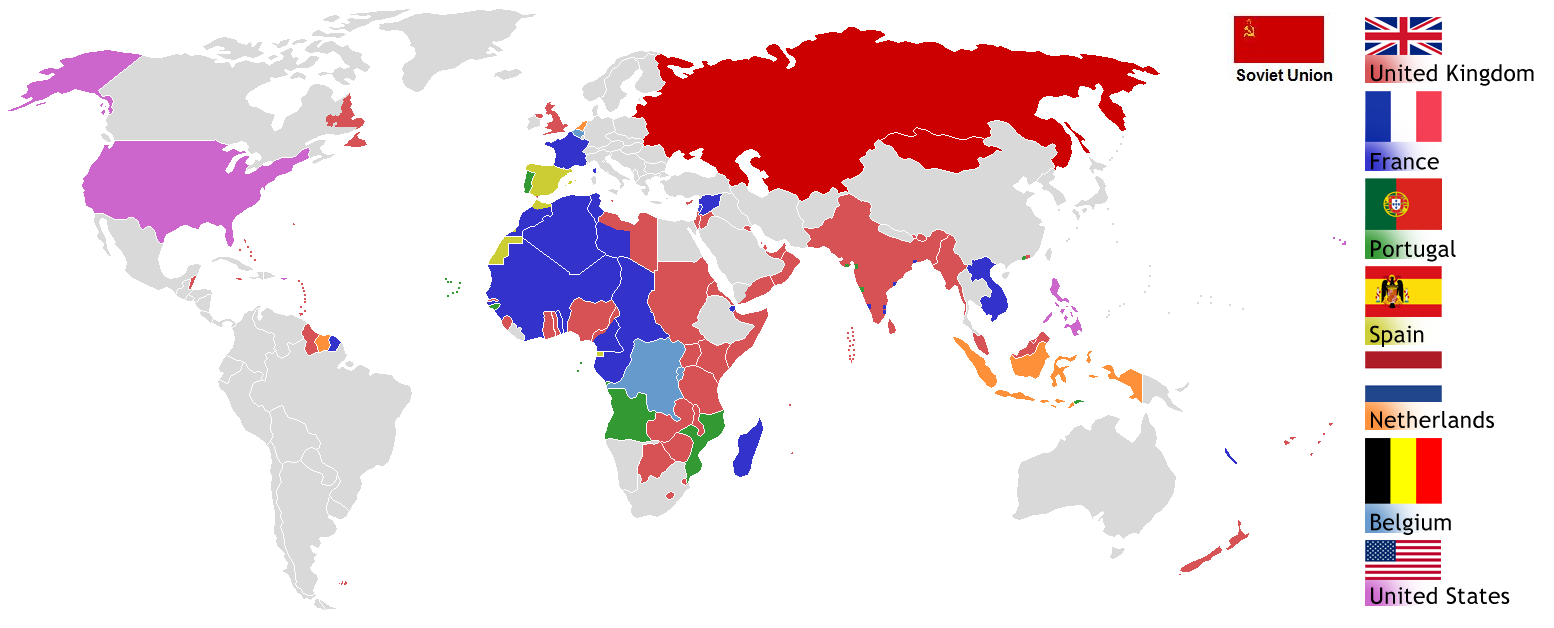
Mapa světa znázorňující evropský kolonialismus a sovětský a americký imperialismus v období konce druhé světové války (anglicky)

Kolonialismus představuje rozšiřování svrchovanosti určitého národa na teritorium a lid mimo vlastní hranice, často za účelem zlepšení vlastní ekonomiky prostřednictvím využívání domorodých přírodních zdrojů, pracovní síly a místního trhu.
Kolonialismus je na rozdíl od antické nebo středověké kolonizace považován za moderní, téměř výhradně západoevropský jev, a to i přesto, že politika expanze s různou formou nadvlády a udržování hegemonie nebyla v minulosti výhradně západním jevem. V tomto ohledu má kolonialismus vztah k říši (impériu). Moderní kolonialismus se datuje od 16. století do poloviny 20. století. Kolonialismus jako systém nadvlády a kontroly neměl jenom ekonomickou dimenzi, ale i dimenzi politickou a kulturní.

## Typy kolonialismu

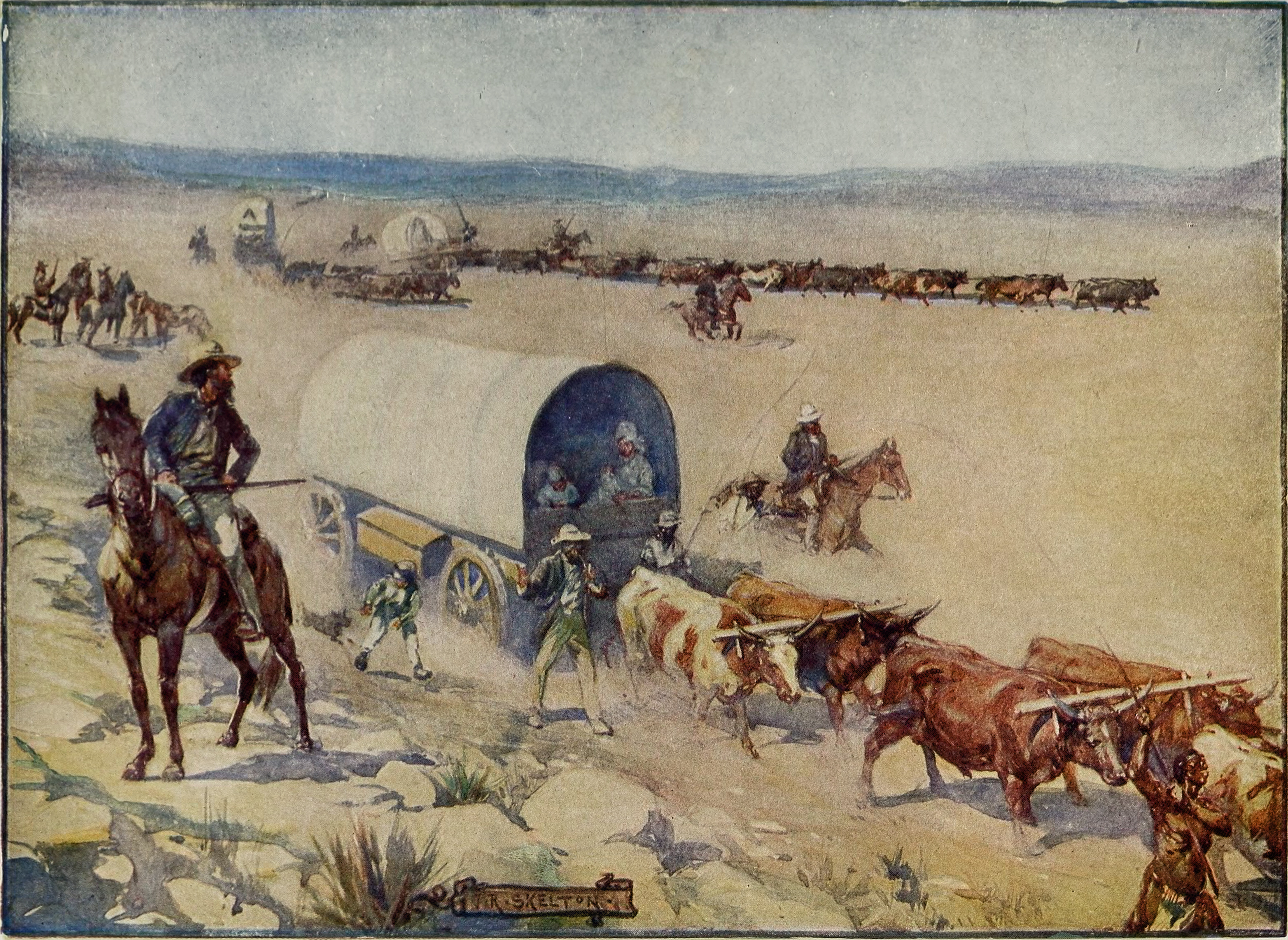
Potomci nizozemských osadníků v Jižní Africe tzv. Búrové

- Osidlovací kolonialismus, který spočíval v přesunu skupin obyvatel z mateřské země na nová kolonizovaná území. Jako příklad je možné uvést situace v Jižní Americe (španělské a portugalské kolonie), Severní Americe (britské a francouzské kolonie) nebo příklady Austrálie, Nového Zélandu a Jižní Afriky (britské kolonie, částečně nizozemské). Za formu osídlovací kolonizace se často považuje také případ ruské Sibiře. Domorodé nebo místní politické instituce a kultura byly podrobeny intenzivnímu tlaku ze strany kolonizátora. Neznamenalo to nicméně, že by místní společenské a politické instituce nebo tradice zcela vymizely.
- Exploatační (vykořisťující) kolonialismus, který se zaměřoval na vojenskou a politickou kontrolu kolonizovaných území, jež zaručovala kolonizátorovi kontrolu nad hospodářstvím, přírodními zdroji a mezinárodním obchodem. V tomto případě mohla být zachována většina místních politických a společenských institucí, ale jejich funkce byly přeorientovány na zprostředkovatele k udržení nadvlády kolonizátora. Jako příklady je možné uvést britskou koloniální politiku v Indii, belgickou v Kongu, nizozemskou v Indonésii nebo francouzskou ve většině zemí Sahelu.
- Hybridní kolonialismus je vykazuje rysy obou předchozích typů. Ukazuje na vývojovou změnu z exploatačního typu k osídlovacímu. Nejvýznamnějším případem je francouzské Alžírsko.
- Neokolonialismus  zahrnuje případy, kdy bývalé kolonie jsou dnes de iure nezávislými státy, ale tehdejší koloniální mocnost má v zemi stále výraznou kontrolu. Příkladem byla francouzská přítomnost v Mali, Burkině Faso nebo Nigeru. Ještě v roce 2022 byl v Mali prezident loajální Francii a francouzská společnost Areva v Mali těžila uran pro své jaderné elektrárny, přičemž v zemi zůstávalo jen 5% zisku. Francie navíc byla v Mali přítomna i vojensky.[2][3]

## Hlavní moderní koloniální velmoci
Moderní kolonialismus je asociovaný s následujícími zeměmi:

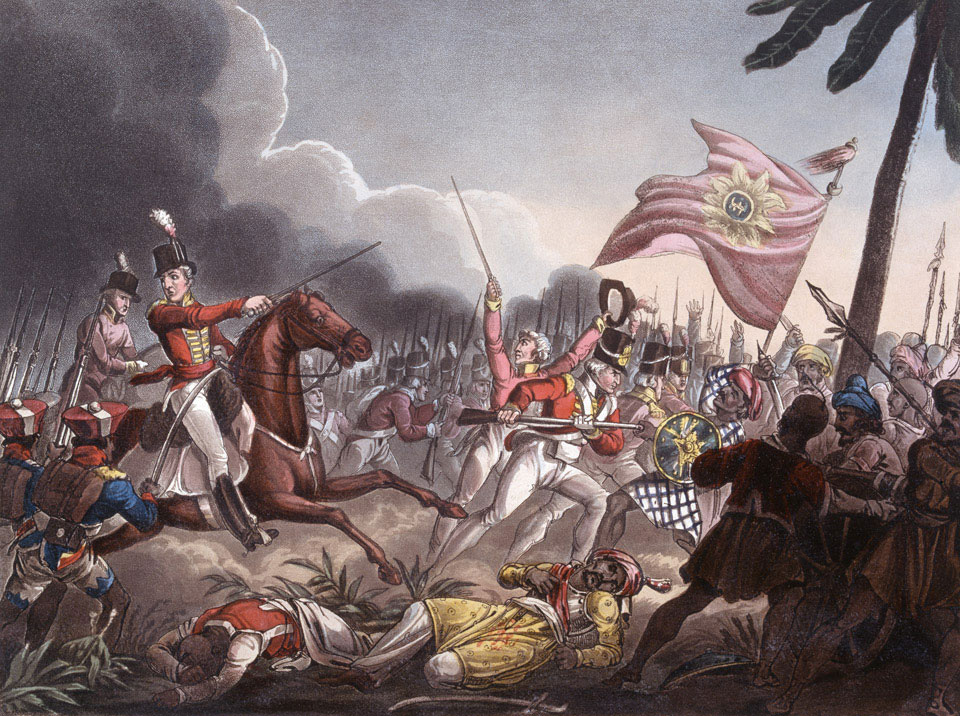
Vévoda z Wellingtonu, pozdější vítěz od Waterloo, v bitvě proti Maráthské řiši v Indii roku 1803

V Evropě:
- Spojené království
- Francie
- Španělsko
- Portugalsko
- Nizozemsko
- Belgie
- Německo
- Itálie
- Dánsko
- Švédsko
- Rusko
- Turecko
- Rakousko-Uhersko
- Kuronsko
- Maltézský řád

Mimo Evropu:
- Japonsko
- Spojené státy americké
- Omán
- Čína

## Kolonialismus vs. imperialismus
Kolonialismus je proces ustavení a udržování nadvlády mocnosti nad podřízenou společností, která je odloučena od vládnoucí moci a koloniální velmoc provádí často přesuny obyvatel do kolonie. Imperialismus je proces budování velké říše (impéria) přičleněním a dosazením vládnoucí elity. To se může obejít i bez samotné kolonizace, bez budování kolonií transferem obyvatel. Kombinací obou je koloniální imperialismus, to znamená budování impéria prostřednictvím získáváním kolonií. Koloniální imperialismus může být proveden: 
- masivním osidlováním území přebytky obyvatelstva z metropole, která neintegruje původní domorodé obyvatele. Typické pro Velkou Británii (USA, Kanada, Austrálie, Jihoafrická republika)
- dobýváním území obsazeného domorodým obyvatelstvem se snahou o jeho podmanění a dílčí integraci. Typické pro Španělsko (kolonie v Jižní Americe), Portugalsko (Brazílie) nebo Francie (Francouzská západní Afrika). Dobývání je doplněno dílčím přesunem obyvatel, kterým se vytváří nová vládnoucí vrstva.
- budování obchodních center. Příkladem je Francie v Indii, Portugalsko v Indii nebo Nizozemí v Jihovýchodní Asii. V tomto případě může ale nemusí jít o kolonie v pravém smyslu.[4]

## Dějiny kolonialismu

### Objevení Ameriky a období iberské koloniální expanze

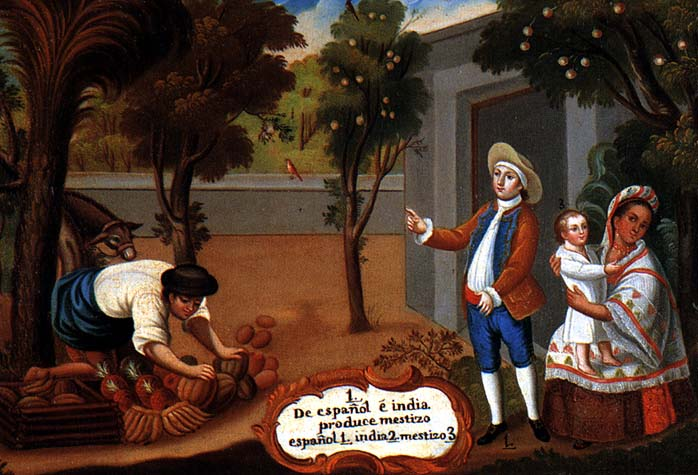
Španěl usedlý v Mexiku a jeho indiánská manželka, 18. století

V obecném pojetí začínají dějiny moderního kolonialismu s objevením Ameriky (Jižní, Střední i Severní) po roce 1492. Už kolem poloviny 15. století ale Portugalci objevovali a navazovali první kontakty na západním pobřeží Afriky. Období je spojeno s dobou tzv. objevných plaveb, ve kterých od konce 15. až do poloviny 16. století dominovali Portugalci a Španělé. Pod španělskou vlajkou se vylodil Kryštof Kolumbus na ostrovech vKaribiku. Španělští a portugalští conquistadoři během zhruba 50 let postupně objevili většinu Jižní, Střední Ameriky a jih Severní. V roce 1494 smlouvou z Tordesillas došlo ke geografickému rozdělení sféry vlivu mezi Španělsko a Portugalsko, a to podél severo-jižního poledníku, 370 mil od Kapverdských ostrovů. Toto dělení umožňovalo Portugalcům kontrolu nad (přibližně) dnešní Brazílií. Zatímco Španělé se zaměřovali téměř výlučně na Ameriku (s několika výjimkami, jako byla Španělská Východní Indie), Portugalci měli od 15. století zájmy také v Africe a v Asii (například Goya na Indickém poloostrově, misie v Japonsku, Macao).
Objevení Ameriky bylo významné i z hlediska kulturního a biologického. Během relativně krátké doby došlo  k revoluční výměně mezi Starým a Novým kontinentem, který se týkal zemědělských produktů, rostlin, zvířat, ale i nemocí. Tato kulturně-biologická výměna je odborně nazývána Kolumbovskou výměnou. V tomto smyslu změnilo objevení Ameriky evropskou, ale i americkou a následně i asijskou, africkou či australskou krajinu, jídelníček i kulturní zvyky.

### Nástup Anglie, Francie a Nizozemí v 17. století

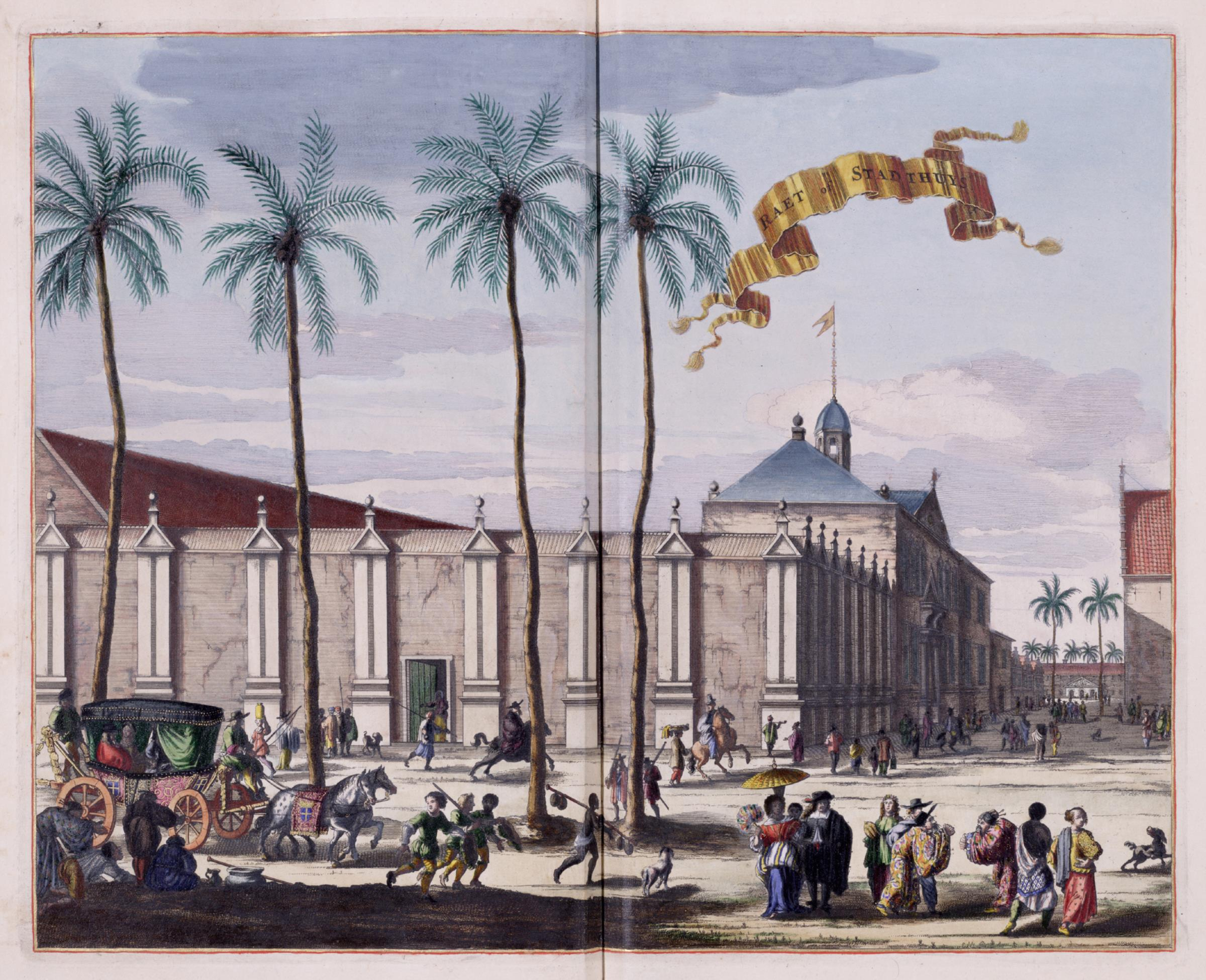
Nizozemští osadníci v Batávii, dnešní Jakartě, na ostrově Jáva

Zatímco první polovinu 16. století dominovali evropskému kolonialismu jako novému jevu v evropských dějinách Španělé a Portugalci, po polovině 16. století nastoupily dvě nové velmoci Anglie a Francie. Španělsko a Portugalsko si své kolonie nicméně udržely do začátku 19. století a v některých případech až do poloviny 20. století. Od počátku 17. století se k Anglii a Francii připojilo Nizozemsko. Anglie a Francie se nejprve zaměřily na osídlovací kolonialismus v Severní Americe (tzn. na sever od Španěly kontrolovaného Nového Španělska). V Severní Americe se odehrály během 17. století pokusy o kolonizaci ze strany Švédů (stát Delaware) a Nizozemců (Nový Amsterdam, dnes New York). Tyto pokusy ale neuspěly. Naopak Nizozemci byli úspěšní v oblastech především jihovýchodní Asie, ale na rozdíl od Španělů nebo Angličanů dávali přednost spíše kontrole obchodní výměny a dovozu do Evropy než budování rozsáhlých centralizovaných koloniálních administrativ. V 18. století vedl konkurenční boj o kolonie v Severní Americe a v Indii k několika krvavým konfliktům mezi Velkou Británií a Francii se spojenci. K nejvýznamnějším patří sedmiletá válka. Výsledky sedmileté války předznamenaly nástup Velké Británie jako největší koloniální říše v moderních dějinách, ke kterému došlo v 19. století.

### Rusko jako koloniální říše

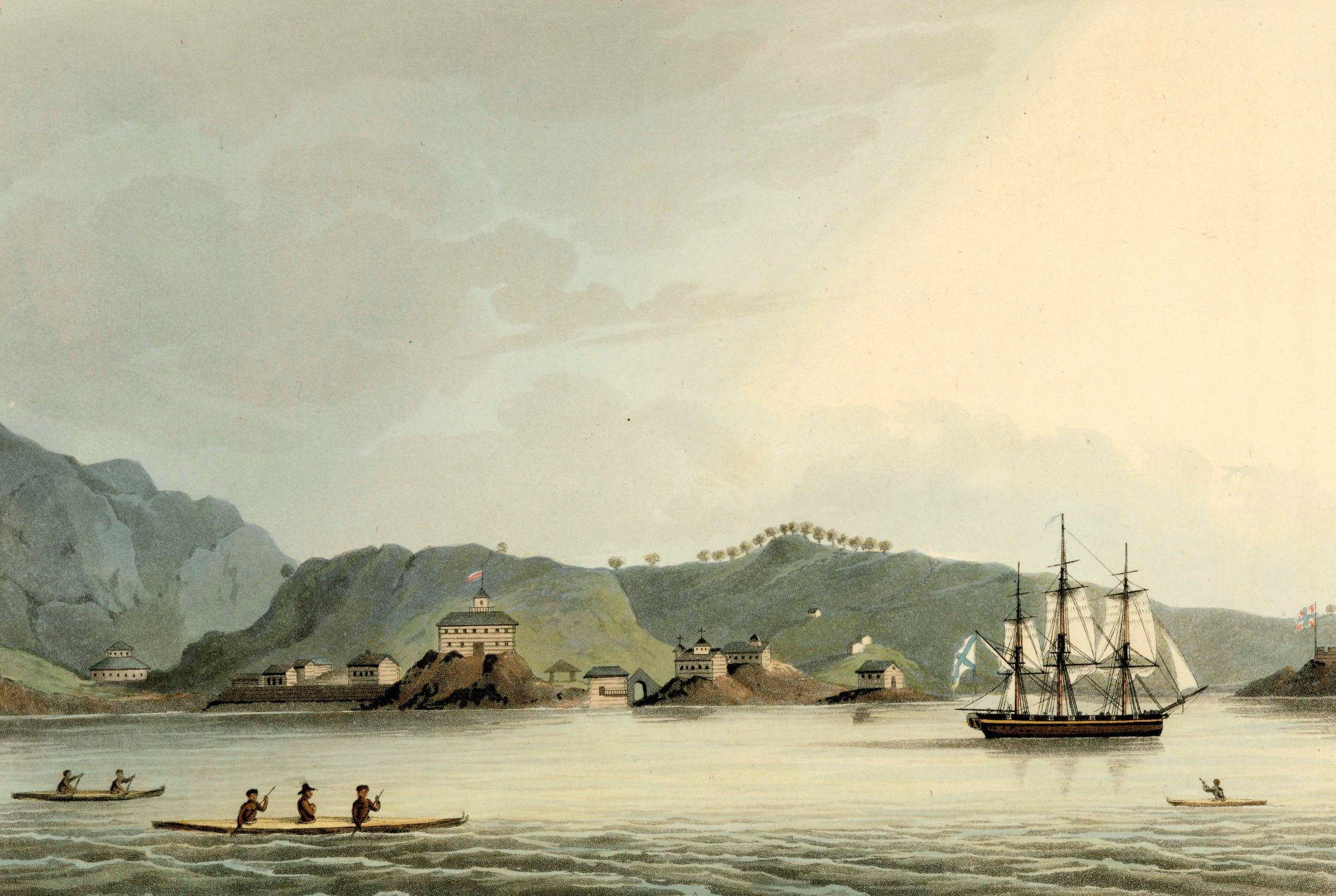
Ruská osada Přístav sv. Pavla. Ostrov Kodiak na Aljašce, 1814

Je nepochybné, že některé expanzivní prvky politiky Ruské říše je možné považovat za koloniální politiku. Šlo například o dobývání a osídlování Sibiře v 16. století a Osídlení a kontrolu severoamerické Aljašky mezi roky 1741–1867. Ruská politika 19. století ve Střední Asii i na Kavkaze vykazovala také řadu prvků kolonialismu exploatačního typu doplněného ideologií civilizační mise. Stejné prvky vykazovala politika Ruska vůči Číně (Mandžusko) a Koreji ke konci 19. a na začátku 20. století. Je ale nutné zmínit poněkud odlišný charakter Ruské říše, který byl ovlivněn geografií. Ruská expanze neměla námořní nebo zámořský charakter a často měla spíše geostrategické než obchodní motivy.[zdroj⁠?!] Například charakter a síla Ruského carského námořnictva byla v 18. a 19. století regionální. Ruská expanze postrádala globální či transkontinentální charakter. Prodej Aljašky v roce 1867 ukázal, že Rusko na zámořský charakter expanze rezignovalo. Kromě toho mělo v oblasti mezinárodního obchodu spíše okrajové postavení. I přes koloniální expanzi bylo ještě v 19. století závislé na vývozu obilí na západ Evropy a obecně tvořilo relativně uzavřený trh. V Rusku byla také absence silných středních vrstev, které byly základem pro moderní kapitalismus. V západních zemích byly tyto vrstvy navázány na kolonialismus. Je sporné, zda byla ruská expanze do oblasti Pobaltí, Polska a Finska, ale nakonec i Gruzie kolonialismem. V tomto ohledu je vhodnější hovořit spíše o imperialismu. Rusko bylo v době své imperiální existence vnitrozemsky orientovanou mnohonárodní říší podobně jako Rakousko-Uhersko.

### Americká revoluce a nezávislost Latinské Ameriky

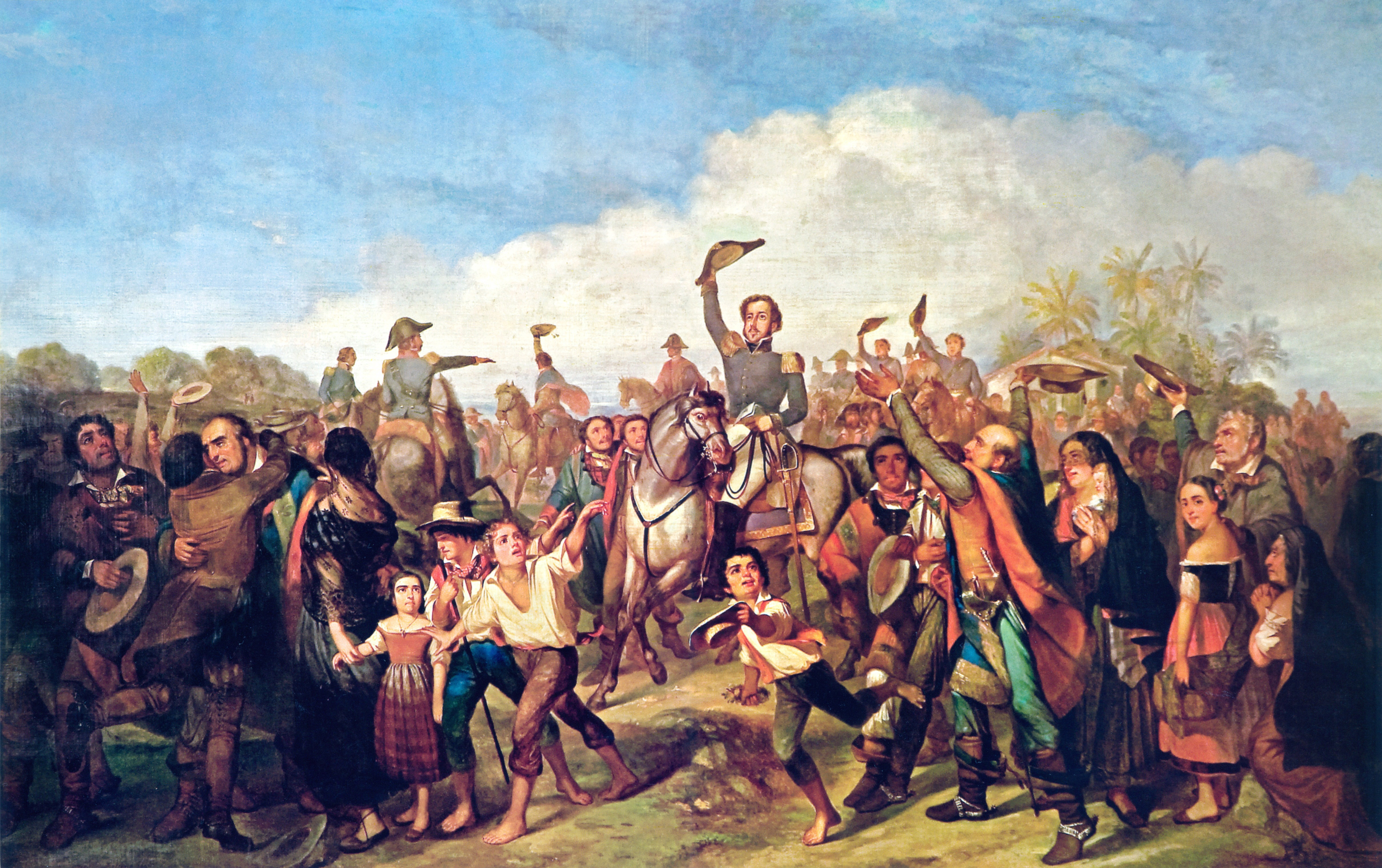
Portugalský princ Pedro vyhlašuje roku 1822 nezávislost Brazílie na Portugalsku

Druhá polovina 18. století a počátek 19. století znamenaly krizi moderního kolonialismu, a to právě v oblastech, kde koloniální velmoci užívaly politik osídlovacího kolonialismu. Příchozí kolonizátoři se během několika generací již necítili vázáni k mateřské zemi a přijali vlastní identitu. Mateřská země zaváděla často politiku, která místní osídlení politicky nebo ekonomicky diskriminovala, vedla postupně ke vzniku opozice. V Severní Americe se politice Velké Británie postavilo 13 severoamerických kolonií na východním pobřeží a zformovalo nový nezávislý stát – Spojené státy americké. Tato situace se netýkala Kanady a jihu dnešních Spojených států (Louisiana a Florida, Texas a Nové Mexiko, Kalifornie). Jestliže byly motivy americké revoluce ekonomicko-politické, motivy latinskoamerického osvobozeneckého hnutí na počátku 19. století byly spíše politicko-ekonomické. Během prvních dvaceti let 19. století se v Latinské Americe zformovalo několik, formálně nezávislých států. Například Brazílie získala nezávislost v roce 1822. Problémem ale zůstávala pokračující ekonomická a kulturní závislost na Evropě (neokolonialismus).

### Nové koloniální země
V 19. století se zájem zaměřoval zejména na Asii a Afriku a objevily se nové koloniální velmoci Belgie, Německo, Itálie, Japonsko i Spojené státy americké. Nicméně nikomu z nich se nepodařilo zpochybnit pozici Velké Británie, která v 19. století upevnila svoji nadvládu ve své nejvýznamnější kolonii – v Indii. Skutečností také bylo, že území, která nebyla ještě kontrolována (a tedy mohla být kolonizována) byla v 19. století malá. V podstatě se jednalo o oblast Afriky, kde mezi sebou soupeřily Velká Británie, Francie, Německo, Belgie a Itálie. V Asii se do hry přidalo ve druhé polovině 19. století také Japonsko, jehož koloniální expanze se zaměřovala na Korejský poloostrov a do Číny, což vedlo ke konfliktu s Ruskem. Spojené státy americké se zařadily ke koloniálním velmocem na konci 19. století v souvislosti se španělsko-americkou válkou a ziskem Filipín a Kuby a dále s americkou politikou v Panamě či Portoriku. Soupeření o koloniální nadvládu bylo jednou z hlavních příčin první světové války. Výsledkem porážky Německa bylo i odejmutí jeho kolonií ve střední Africe.

### Dekolonizace
Meziválečné období je doba největšího rozkvětu britsko-francouzského kolonialismu. Kolonialismus ale směřoval ke své další, tentokrát konečné krizi, která se plně projevila po druhé světové válce. Symbolickým počátkem dekolonizace bylo dosažení samostatnosti nejvýznamnější britské kolonie Indie v roce 1947. Během 50. let 20. století zasáhla vlna dekolonizace oblasti jižní Asie, a to především francouzské Indočíny. Na začátku 60. let 20. století se dekolonizační hnutí rozšířilo do Afriky, kde během této doby vzniklo několik desítek nových států. Rok 1960 je nazýván mimo jiné Rokem Afriky. K dekolonizaci docházelo v kontextu Studené války a jejího bipolarismu. Dekolonizace byla vnímána jako vytvoření mocenského vakua a obě soupeřící strany se snažily nově vzniklé státy a režimy dostat na svou stranu. Pokusy o tzv. hnutí nezúčastněných zemí (Jugoslávie, Indie, Egypt, Kuba a další) stát mimo bipolární dělení světa nebyly úspěšné. V celé řadě případů USA i SSSR nepřímo i přímo zasahovaly do politiky v nově osamostatněných zemích (Kongo, Angola apod.) a často negativně narušovaly jejich vývoj. Dekolonizace a bipolarismus stály také za zrozením konceptu zemi tzv. Třetího světa.
O významu kolonialismu svědčí i fakt, že statisticky bylo kolem roku 1930 celkem 84,6% povrchu planety Země kolonizováno jednou z moderních koloniálních velmocí. Pouze části Arábie, Persie, Afghánistánu, Mongolska, Tibetu, Číny, Siamu a Japonsko nebyly zahrnuty pod formální koloniální nadvládu.

## Význam a důsledky moderního kolonialismu
Do posuzování významu kolonialismu často zasahují i různé ideologické pozice a snahy kolonialismus ospravedlnit či jej naopak očernit.

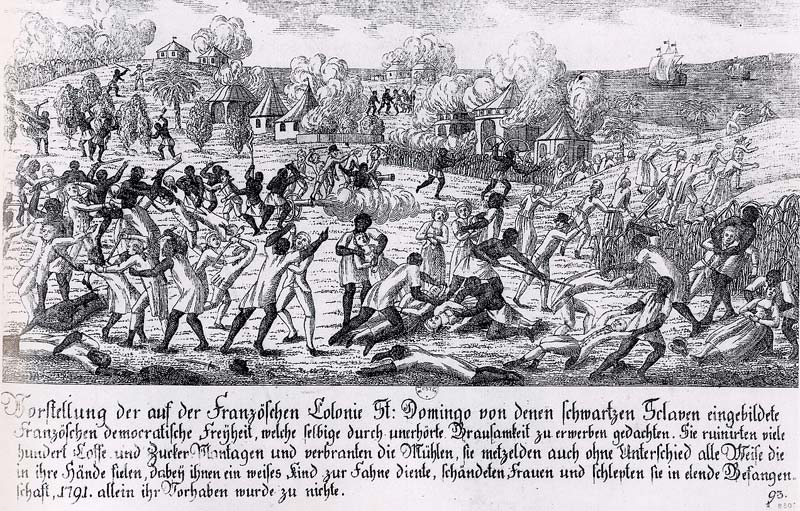
Povstání otroků na Saint-Domingue roku 1791

V 19. století byl kolonialismus pokládán za zcela legitimní formu civilizačního procesu. Evropané se snažili ospravedlnit svou koloniální nadvládu a často zamlčovali její ekonomickou a exploatační roli, zdůrazňujíce misijní nebo charitativní politiky (zakládání škol a nemocnic atp.). Civilizační mise sloužila jako hlavní argument v pozitivním vnímání kolonialismu. Tento argument není možné plně pochopit bez odkazu na dva další jevy, kterými jsou eurocentrismus a rasismus.
Evropané si díky koloniální expanzi vykonstruovali představu o nadřazenosti všeho evropského. Ve střetávání se s jinými kulturami a civilizacemi tak stavěli tu evropskou nejvýše a evropskou zkušenost pokládali za univerzální zkušenost. Kromě toho se od 16. století v Evropě začal objevovat koncept rasy, který hierarchizoval lidské jedince do několika skupin podle barvy pleti a dalších fyziognomických a kulturních kritérií. Během 18. století byl koncept rasy vědecky rozpracován a sloužil jako nástroj k ovládání a vykořisťování po celé 19. století a částečně také ještě ve 20. století. Rasismus a kolonialismus jsou jevy, které není možné od sebe oddělit.[zdroj?] Významnou roli v kolonialismu hraje i moderní otroctví.
Diskuze o významu kolonialismu je také významně ovlivněna rozdílnými zkušenostmi s kolonialismem v metropoli a v kolonii. Zatímco metropole má tendenci vidět v kolonialismu slavné období pro dějiny daného národa, v koloniích převažuje spíše negativní hodnocení kolonialismu jako exploatace, zvůle a příčin řady současných problémů. Největší koloniální mocnosti jsou konfrontovány s důsledky kolonialismu například v podobě příchodu imigrantů ze svých bývalých kolonií, který vede k závažným celospolečenských a kulturním změnám v zemích jako je Velká Británie, Francie nebo Belgie. Tato konfrontace s koloniálním dědictvím vede v některých případech k revizi jeho chápání. 
V globálním měřítku je význam kolonialismu naprosto zásadní. Teprve objevení a kolonizování Ameriky bylo příčinou vzestupu západní Evropy, která byla do té doby spíše periferií. Kolonizování Ameriky a vybudování transatlantického obchodu vedlo k možnosti prvotní akumulace kapitálu v Evropě a k její následné globální expanzi. Nebyla to tedy Evropa sama o sobě, co zaručilo její globální nadvládu. Setkání s neevropskou kulturou v měřítku, které umožnil kolonialismus vedlo k definování některých prvků evropské (západní) identity.

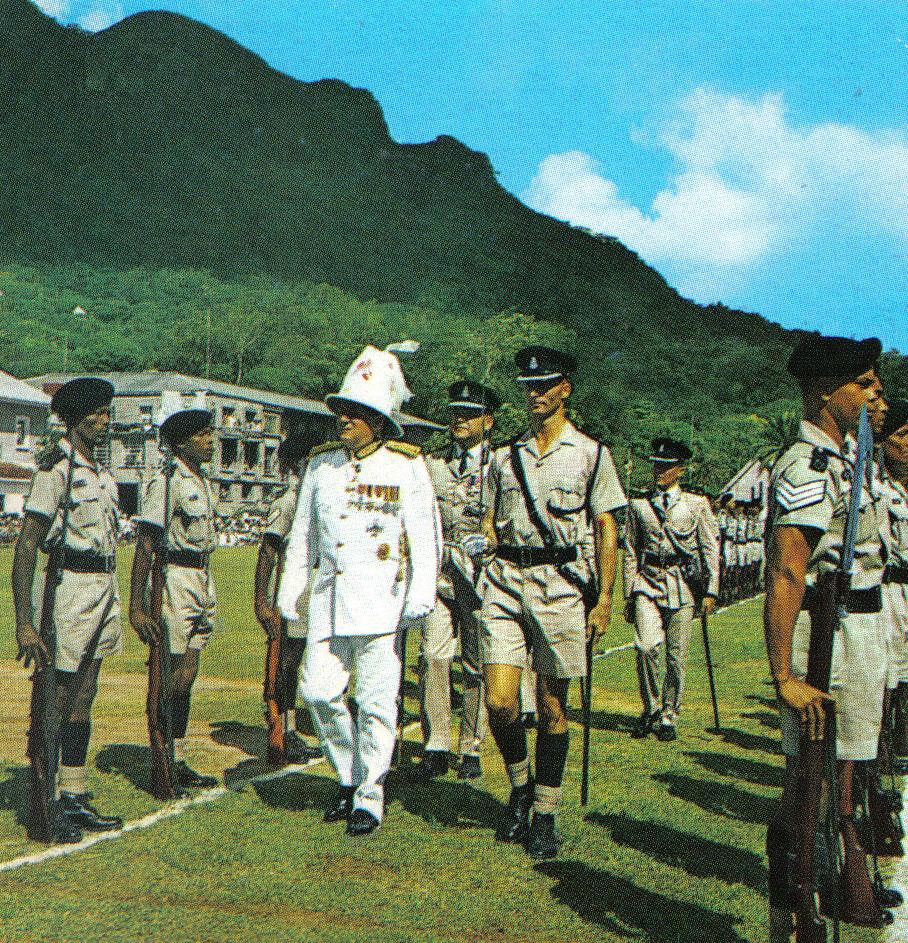
Britský koloniální guvernér na Seychelách v roce 1972

Ve všech případech kolonialismus měl konkrétní politické, hospodářské a kulturní důsledky, které se značně liší podle zemí a kontinentů. Obecně vysvětluje kolonialismus tzv. teorie závislosti. V rámci této teorie se zdůrazňuje nerovné postavení kolonií ve vztahu k metropoli, které se promítalo a nadále promítá v postavení a možnostech bývalých kolonií v rámci světové ekonomiky. Vztah mezi (bývalou) kolonii a metropolí je charakterizován pomocí kategorii satelitu a metropole. Ekonomicky se závislost projevuje v dělbě práce, ve které se kolonie zaměřuje na produkci primárních zdrojů (ropa, plyn, uran) pro metropoli. Metropole potom produkuje zboží s přidanou hodnotou, které je relativně draze prodáváno zpět do kolonií. Vedle závislosti ekonomické je závislost kulturní a politická. 
V Latinské Americe došlo k tomu, že se ziskem politické nezávislosti byla moc přesunuta z koloniálních pánů na místní elity, které vytvořily politické oligarchie. Tyto elity byly často zainteresovány na pokračování koloniální obchodní výměny, jelikož z ní jako majitelé velkých statků, dolů atp. profitovali. Závislost politických elit byla ještě doplněna kulturními vazbami na Evropu, které byly také důsledkem evropského kulturního imperialismu a eurocentrismu. Kromě toho latinskoamerické oligarchie představovaly často kreolskou menšinu v těchto zemích, čímž docházelo k další reprodukci rasově založeného systému nadvlády. Důsledky kolonialismu se v globálním měřítku popisují pojmy nerovnoměrná výměna či nerovný rozvoje. K hlavním zastáncům této interpretace patří egytský ekonom Samir Amin.
Obhájci kolonialismu argumentují přínosem pro kolonizované země plynoucím z rozvoje ekonomiky a politické infrastruktury nutné pro modernizaci a demokracii. Poukazují na bývalé kolonie jako Spojené státy americké, Kanada, Austrálie, Nový Zéland, Hongkong a Singapur jako příklady úspěšného postkoloniálního rozvoje. Tyto národy však nereprezentují většinový trend postkoloniálního vývoje, protože jsou to ve skutečnosti národy původně evropských osadníků.

Vlajka anglo-francouzského kondominia Nové Hebridy, od roku 1980 nezávislý stát Vanuatu

Teorie modernizace jako jedna z teorií rozvoje v 50. a 60. letech 20. století problém kolonialismu téměř ignorovala a navrhovala úzce západní recepty na dosažení rozvoje postkoloniálních ekonomik jako byly investice do průmyslu nebo sekularizace a demokratizace. Mnozí její kritici tak poukazují na její koloniální zakotvení, a to v tom smyslu, že užívala paternalistický a úzce eurocentrický pohled, který byl mocensky zabarven a napomáhal k udržení západní nadvlády i bez kolonialismu (neokolonialismus). Konečně se kritiky dočkala i samotná myšlenka rozvoje, založená opět na úzce západním, lineárním vidění času (směřování od-k) a skryté nadřazenosti všeho západního. V rámci této kritiky se hovoří také o problematizování chudoby, která se stala pro Západ problémem až během 40. let 20. století v souvislosti s inaugurační řečí prezidenta H. S. Trumana.
V neposlední řadě je významná kulturní kritika důsledků kolonialismu po dekolonizaci - postkolonialismus. Kritikové kolonialismu poukazují na politické, psychologické a morální škody, které kolonialismus páchá. Problém je kulturní hybridita nebo problematika podřízeného. Hovoří se o rasistické podstatě globální dělby práce, kterou kolonialismus vybudoval, a na které je postavena současná globální ekonomika. Edward Said připomenul, do jaké míry kolonialismus ovlivnil evropské vidění jiných kultur a civilizací i to, do jaké míry se na tomto v podstatě ideologickém zkreslení podílela evropská věda. Said tento jev interpretuje jako orientalismus. Neokoloniální a postkoloniální kritika dále poukazuje na přetrvání mechanismů západní nadvlády v bývalých koloniích a na odlišné prostředky této nadvlády než v koloniální minulosti.

## Klimatický kolonialismus
Klimatický kolonialismus, je jeden z doprovodných stránek kolonialismu ve spojitosti s klimatickou změnou. Pojem klimatický nebo environmentální kolonialismus označuje různé způsoby, jimiž koloniální praktiky ovlivnily přírodní prostředí původních obyvatel. Podle historika Alfreda Crosbyho evropští kolonizátoři byli tak úspěšní zčásti díky rozmanitým způsobům, jakými ovlivňovali původní ekosystémy na kolonizovaných územích. Crosbyho teorie Environmentálního imperialismu byla jednou z prvních studií v oblasti "ekologické historie", interdisciplinární vědy, která sleduje environmentální příčiny a důsledky, podpořena historickými záznamy. Kolonizátoři měli přinést tlak zahraničních trhů a politické moci spolu s exotickými invazivními druhy a nemocemi. Tento dvojí útok podkopal schopnost původních obyvatel bránit se koloniálním mocnostem. Výsledné poškození původních ekosystémů ztížilo jejich obnovu. Takto profitovaly zejména Země globálního severu (např. Velká Británie, Španělsko, USA, Francie, Portugalsko) na úkor Zemí globálního jihu (např. Brazílie, Čína, Indie). Španělsko těžilo zlato a stříbro v Andách, Portugalsko cukr v Brazílii, Francie fosilní paliva, nerosty a zemědělské produkty v západní Africe, Belgie kaučuk v Kongu a Británie bavlnu, opium, obilí, dřevo, čaj a další komodity ve svých koloniích po celém světě. Klimatický kolonialismus pokládá otázku, zda kolonialismus skutečně skončil odchodem vojsk, vlajek a byrokratů koloniálních mocností, nebo zda světová ekonomika založená na dřívějších zásluhách a bohatství, jen prohlubuje chudobu a zneužívání Zemí globálního jihu. Výsledkem je, že za každou jednotku výrobních zdrojů a práce, kterou Jih doveze ze Severu, musí vyvézt mnohem více jednotek, aby za ni zaplatil. To Severu umožňuje dosáhnout čistého přivlastnění prostřednictvím mezinárodního obchodu. Tuto dynamiku popsali Emmanuel (1972) a Amin (1978) jako proces "nerovné směny". Tyto zdroje často pocházejí z přírodního bohatství Jihu a tím dochází k dalšímu poškozování původních ekosystémů a prohlubování klimatické změny (např. kácení Amazonského pralesa pro těžbu dřeva a ornou půdu).

## Koloniální nostalgie
Průzkum britské agentury YouGov v roce 2014 ukázal, že 59 % Britů považuje Britské impérium za „něco, na co mohou být hrdí“ a jen 19 % „cítí hanbu“ za koloniální impérium a jeho zločiny. 34 % Britů by si přálo, aby impérium stále existovalo, zatímco 45 % Britů by si existenci impéria nepřálo.